# Едінбург (Північна Дакота)
Едінбург (англ. Edinburg) — місто (англ. city) в США, в окрузі Волш штату Північна Дакота. Населення — 199 осіб (2020).

## Географія
Едінбург розташований за координатами 48°29′44″ пн. ш. 97°51′46″ зх. д. / 48.49556° пн. ш. 97.86278° зх. д. (48.495464, -97.862756).  За даними Бюро перепису населення США в 2010 році місто мало площу 0,80 км², уся площа — суходіл.

## Демографія
Згідно з переписом 2010 року, у місті мешкало 196 осіб у 107 домогосподарствах у складі 59 родин. Густота населення становила 245 осіб/км².  Було 125 помешкань (156/км²).
Расовий склад населення:
| - 95,4 % — білих - 0,5 % — азіатів - 3,6 % — осіб інших рас |

До двох чи більше рас належало 0,5 %. Частка іспаномовних становила 2,6 % від усіх жителів.
За віковим діапазоном населення розподілялося таким чином: 12,2 % — особи молодші 18 років, 54,6 % — особи у віці 18—64 років, 33,2 % — особи у віці 65 років та старші. Медіана віку мешканця становила 55,7 року. На 100 осіб жіночої статі у місті припадало 88,5 чоловіків;  на 100 жінок у віці від 18 років та старших — 91,1 чоловіків також старших 18 років.
Середній дохід на одне домашнє господарство  становив 85 632 долари США (медіана — 47 321), а середній дохід на одну сім'ю — 135 078 доларів (медіана — 88 125). За межею бідності перебувало 10,0 % осіб, у тому числі 27,3 % дітей у віці до 18 років та 10,0 % осіб у віці 65 років та старших.
Цивільне працевлаштоване населення становило 103 особи. Основні галузі зайнятості: роздрібна торгівля — 13,6 %, освіта, охорона здоров'я та соціальна допомога — 12,6 %, сільське господарство, лісництво, риболовля — 11,7 %.